# Liste des pièves de Corse
La plus ancienne division administrative de Corse connue est la pieve, mot venant du latin plebs (peuple) qui désignait déjà, un siècle avant notre ère, une circonscription administrative établie par Rome. Au IIe siècle, Rome crée de nombreuses localités et organise l'île en pievi (environ 200 à cette époque).
À ces structures civiles, viendront s'ajouter des structures religieuses avec les diocèses. Au IIIe siècle le diocèse se divise en pieves, calquées sur les pièves civiles.
L'ensemble de ces structures administratives subit d'incessantes modifications en raison du dépeuplement causé par l'occupation sarrasine au IXe siècle et les incessantes incursions barbaresques. Aussi la Corse du XVe siècle compte-t-elle 2 à 3 fois moins d'évêchés et de pièves qu'au Ve siècle.

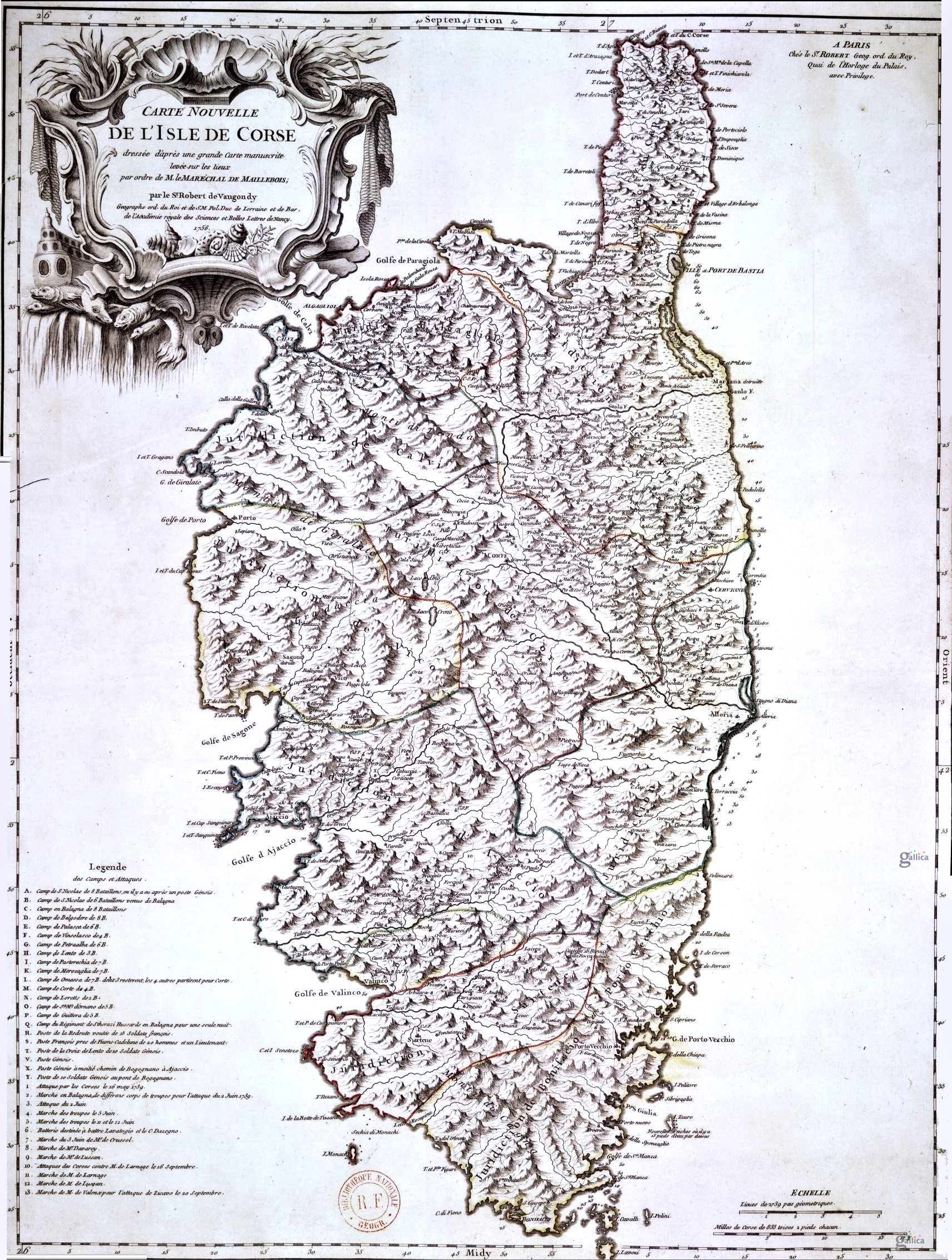
Carte nouvelle de l'isle de Corse avec ses 10 provinces et 4 fiefs par Robert de Vaugondy (1756).

## Évêchés et Pievi au Moyen Âge
Dans la description de l'île que fait  Mgr Giustiniani, évêque de Nebbio, dans son Dialogo nominato Corsica, la Corse avait au Moyen Âge six évêchés pour soixante-six pievi, :

### Mariana
Mariana, au revenu de mille ducats d'or, comprend seize pièves ; ce sont : Tomino, Luri, Brando, Lota, Orto, Marana, Bigorno, Caccia, Quadro ou Casinca, Tavagna, Moriani, Ostricone, Tuani, Sant'Andrea, Giussani et Casacconi.
Geneviève Moracchini-Mazel y ajoute trois pievi disparues à la fin du Moyen Âge selon elle : Siscu, Chjappella et Chjurlinu.

### Nebbio
L'évêché de Nebbio, avec des revenus dépassant quatre cents ducats, a cinq pièves : Canari, Nonza, Rosolo, San Quilico et Santo Pietro.
Geneviève Moracchini-Mazel y ajoute la pieve de Bivincu, qui aurait été englobée au cours du Moyen Âge dans la pieve de San Quilicu.

### Accia
Accia, qui ne rapporte guère plus de deux cents ducats, n'a que deux pièves : Ampugnani et Rostino.

« D'après ce qu'on lit dans un registre des Tasse del Papa, les évêchés de Nebbio et d'Accia furent autrefois réunis. »

— Lucien Auguste Letteron in Histoire de la Corse, Tome I, p. 82-83.

### Sagone
Sagone, au revenu de cinq cents ducats environ, comprend douze pièves ; ce sont : Pino en Balagne, Olmia ou Calenzana, Chiomi, Armito, Sia, Salogna, Paomia, Vico, Cinarca, Sorno in sù, Cruzini et Sevendentro.

### Aléria
L'évêché a un revenu de deux mille ducats ; il comprend dix-neuf pièves qui sont : Giovellina, Campoloro, Verde, Opino, Serra, Bozio, Alesani, Orezza, Vallerustie, Talcini, Venaco, Rogna, Cursa, Coasina, Castello, Aregno, Matra, Niolo et Carbini.
Geneviève Moracchini-Mazel y ajoute quatre pievi disparues à la fin du Moyen Âge selon elle : Aleria, Tocchisi, Mercoriu et Santa Riparata.

### Ajaccio
Avec un revenu de mille ducats, Ajaccio comprend douze pièves : Ajaccio, Apietto, la Mezzana, Celavo, Cauro, Ornano, Talabo, Cruscaglia, Veggeni, Valle, Attallà et Sartène, toutes dans le Delà des Monts.
Geneviève Moracchini-Mazel y ajoute les pievi de Scopamene, La Costa, Bisogeni, Ortolu, Figari, Bunifaziu et Sagri, qui auraient disparu au cours du Moyen Âge.

## Pievi et communautés auXVIesiècle
Au début du XVIe siècle, avec la mort en 1511 du dernier seigneur souverain de la Rocca, Rinuccio Della Rocca, assassiné par Andrea Doria, toute l'île passe sous le pouvoir direct de Gênes.
En 1520, hormis les cités d'Ajaccio, Bastia, Bonifacio et Calvi, Gênes administrait la Corse avec les divisions existantes. À l'époque, l'île partagée entre l'en-Deçà des Monts et l'au-Delà des Monts, était déjà divisée en pievi et en "communautés", fiefs des seigneurs locaux du Cap Corse.
Concernant le Cap Corse, en dépit du traité de Cateau-Cambrésis qui lui rend la Corse en 1559, Gênes doit s'emparer des fiefs les uns après les autres. Déjà en 1487, le château de Nonza était détruit par les Génois qui voulaient se débarrasser des féodaux. (Le fief de Nonza disparaîtra en 1625 à la mort de Vincent II seigneur de Nonza décédé à l'âge de 100 ans). En 1554, Gênes brûle le château de Canari et le village de Linaju. En 1592, Augustin Doria s'empare du fief de San Colombano (Rogliano, qui incluait en 1520 les anciens fiefs de Cagnano, Centuri, Ersa, Meria, Morsiglia, Pino et Barrettali) appartenant aux da Mare, qui devient la provincia di CapoCorso, et impose l'administration génoise. En 1599, la mort d'Alphonse seigneur d'Erbalunga verra la disparition de ce fief. Le fief de Brando de 1336 à 1625, englobait Sisco-Pietracorbara, et même Canari (de 1506 à 1536). Erbalunga village de l'actuelle commune de Brando forma entre 1438 et 1599, un fief minuscule qui fut un siècle durant, en guerre contre Brando. Erbalunga sera administré par Gênes dès 1599. En 1625, les Génois prennent en main l'administration des fiefs de Nonza et de Brando qui n'existent plus que de noms. Seul subsiste le fief de Canari dont les droits de Paul de Gentile seront achetés par Gênes en 1641.
Les données des tableaux ci-dessous sont extraites de la parution Corse : Éléments pour un dictionnaire des noms propres - Recherches de A.-D. Monti sur une préface de J. Fusina ADECEC.
| Nom                 | Territoire | Lieux habités | Habitants |
| ------------------- | ---------- | --- | --------- |
| Aiaccio             | cité       | la ville est la résidence du Lieutenant du Delà des Monts. |           |
| Aiaccio             | pieve      | Villanova, lo Linare, lo Pogio, Petra, Pozo di Borgo, Aiacio, l’Aia di Joani, li Montichi, Lata. | 500       |
| Alesani             | pieve      | Biduletto, lo Petricagio, li Perelli, la Novale, l’Ortale, Castagneto, Felce, Tarrano. | 1250      |
| Ampugnani           | pieve      | la Casabianca, la Porta, la Croce, Polveroso, Monte d’Olmo, lo Pruno, lo Selvarechio, la Casalta, lo Piano, Scata, Ficagia, lo Pomeragio, Stopianova, lo Catogio. |           |
| Apieto              | pieve      | pieve et village de même nom | 50        |
| Aregnu              | pieve      | l’Arpagiola o Gabiola, la Corbaia, lo Monticello, Santo Antonino, Santa Riparata, Piaza, Pragola, le Torre, Regno, li Catari, lo Lavatogio, lacona, Spano, Hogio, Aquapessa. | 500       |
| Armito              | pieve      | inhabitée |           |
| Balagna             | province   | comprenant les pievi de Toani, Aregno, Santo Andea, Pino et Ulmia. |           |
| Barrettali          | communauté | (seigneurie Da Mare) Conchilio, le Brachelle, Le Case Nove, lo Petricagio, Balsia, la Torre, lo Feno, le Mascaragie, Caselucchie, Novella. | 300       |
| Bastia              | cité       | quartiers Terra Vecchia et Terra Nuova. | 1850      |
| Bigorno             | pieve      | Lento, lo Pogio, la Ficagiola, San Marcello, le Tegie, Campitello, lo Panicale, lo Bagnolo, la Volpajola, lo Carcheto, l’Erbagio, la Scolca. |           |
| Bonifatio           | cité       | cité et port (anciennement Porto Siracusano), 700 à 800 maisons. | 700       |
| Bozio               | pieve      | la Rebia, Arbitro, lo Pè de la Corte, la Casella, li Alzi, Arando, lo Pogio, Bostanico, Cormano, lo Castello, lo Favalello. | 2000      |
| Brando              | communauté | (seigneurie Gentile) lo Poretto, Lavasina, lo Catello, Erbalonga. |           |
| Brando              | pieve      | Pozzo, la Piana, Fisculatio, lo Poreto, Salicagia, la Grotta, li Fundali, lo Castello, lo Musoleo, Herbalunga. | 1500      |
| Cachia              | pieve      | la Petrella, Castifao, la Roma, la Paganosa, le Piazze, Moltifao, Cheta, Merezoli, Campolato, lo Borgo, Sevola, Asco, Canavaggia, la Costa. |           |
| Cagnano             | communauté | (seigneurie Da Mare) Conchilio, le Brachelle, Le Case Nove, lo Petricagio, Balsia, la Torre, lo Feno, le Mascaragie, Caselucchie, Novella. | 400       |
| Calvi               | cité       | résidence du gouverneur génois de 1544 à 1548. | 3500      |
| Campoloro           | pieve      | Cerbione, Lo Mogeto, La Mascheragia, La Formicagia, Li Canali, La Gallagia, Villanova au nord. Au sud Ziglio, Cheillaschi, Lo Cotone, Le Teggie, Lo Castagno, Lo Pogiolo, La Falconagia, Lo Soverto, Lo Pogio, La Casalta, Vigliani, Favalello, Pantaglione, Carriglia. | 2500      |
| Canari              | pieve      | Canari, Salisse, Marsoga, li Olmi, lo Solaggiola, Pinzuta, le Piazze, Ichina, lo Vignale, la Marincha, Baretali, Conchiglie, Balsia, lo Petricaccio, lo Feno, la Torre, le Brachelle, la Mascheraccia, Rigaglia, Minerbio, la Figagiola | 2500      |
| Carbeni             | pieve      | Garbeni, Lune, la Sonza, Pagiadunoto, Sangavino. |           |
| Carceri ou Celavo   | pieve      | li Peri, lo Poggio, l’Ulmo, la Salasca, Cortiggiato, Cottoli, Carbuggia, Aogiani, lo Taxo, la Marinchia, Cavalli, Sant’Antonio, lo Poggio di Canivagia, lo Busso, lo Canavagia, Tavera, lo Canipalde, li Muraschi, li Corsachi, li Quercioli, lo Pè di Bocogani, Villanova, le Celle, Tavaco, Vero. | 1000      |
| Casacconi           | pieve      | l’Ulmo, li Prinelli, lo Carogno, Divina, lo Monte, la Ferlagia, le Filete, la Penta, Fornoli, Ortipolio, la Crosichia, Micoria, Sanvito, Antibia, Casefelce, Campire, la Canagia, Grampa. | 2000      |
| Casinca             | pieve      | lo Vescovato, Loreto, la Venzolascha, Sorbo, Ocagiani, la Penta, lo Catelar, San Jacobo, Porri. | 3250      |
| Castello            | pieve      | lo Luco, lo Poggio, Ghisoni, Vesani, lo Petroso, la Pieve, Lachari. | 2000      |
| Cauro               | pieve      | Bastelica, le Dominicaggie, le Emportagie, la Statione, le Follagie, la Valle, Santo, la Castellagie le Vassellagie, Cauro, Ecosa, la Suarella, la Casavecchia, lo Poggio, Tola, Ocana, lo Piglio, Chena, la Salvolaggia, Zizoli, Frasso. | 1250      |
| Centuri             | communauté | (seigneurie Da Mare) Trello, Bovalo, le Merlacce, Lorche, la Casanova, Ortinola, Orneto, Camera, le Casevecchie, le Camelle. | 700       |
| Chiomi              | pieve      | inhabitée sauf le village de lo Cipeo (Luzipeo). |           |
| Cinarca             | pieve      | Calcatojo, Sant’Andria, le Canelle, Sari, Casagiuni, Ambiegni, Lopigna, Airo. | 3000      |
| Coasina             | pieve      | Ventisari, lo Solagio et Ornaso. | 250       |
| Cruscaglia          | pieve      | lo Petreto, Becchisa, Muca, la Casella, la Croce, lo Molichio, le Veze. |           |
| Cruzini             | pieve      | lo Salice, Asana, Rosacia, Guiliza. |           |
| Cursa               | pieve      | li Prunelli, lo Solazo. | 900       |
| Ersa                | communauté | (seigneurie Da Mare) la Boticella, Arsia, la Casanova, lo Cocinco, lo Poggio, Fresia, lo Granagiolo, Gioria, lo Suverto. | 400*      |
| Farinole            | pieve      | lo Sparagaggio, lo Monte, la Bracolaccia, lo Pogio. | 700       |
| Giovellina          | pieve      | Pedegriso, la Pupulatia, li Castiglioni, lo Prato. | 700       |
| Giussani            | pieve      | la Cappella, l’Olmo, lo Musuleo, Valica, li Porcili, Lecciole, la Piogiola. |           |
| La Mezana           | pieve      | Sarla, carcopino, la Punta, Londella, lo Cazille, lo Pogiale, Opapu. | 650       |
| La Serra            | pieve      | Cuiani ou Zuani, Alpriano, la Valle di Sagano. |           |
| Lota et Pietrabugno | pieve      | l’Oratoio, Aqualto, Castagneto, Canale, le Muchiete, Mola, Aneto, lo Santorio, Mandriale, la Ficarella, le Partine, la Vetrice, Toga, Cardo, Casevecchie, lo Suerto, la Guaitella, l’Alzeto, Astima, lo Pogiolo. | 2350      |
| Luri                | pieve      | Campu, Piazza, lo Poggio, Fieno, Spergane | 1000*     |
| Marana              | pieve      | Luciana, lo Vignale, lo Borgo, la Serra, Santo Apiano. | 1500      |
| Matra               | pieve      | Matra, Movita. |           |
| Meria               | communauté | (seigneurie Da Mare) | 350*      |
| Muriani             | pieve      | Cucula, la Venzolasca di Muriani, lo Censo, le Prache, Bonaldo, la Serra, la Torre, lo Serrale, li Giotti, Recheno, le Pente, Ghisa, li Forci, lo Pinso, Robiola, lo Trebiolo, Castellana, Podingrado, lo Feno, lo Muchio, Aragia, la Rasticagia, Casuli, Contra, la Petra, la Tessulanda, lo Pogio. |           |
| Morsiglia           | communauté | (seigneurie Da Mare) Mocchiete Baragona, lo Pruno, le Jovanaccie, le Pecorile, le Pilosagie, li Stanti, Aquamorsiglia. | 500       |
| Niolo               | pieve      | Inhabitée, Le Magnifico Officio ayant fait détruire les habitations des villages de Lozzi, l’Acquale, Erco, Corscia, Calacuccia, Casamaccioli, Sidossi et l’Erbechincie. |           |
| Nonza               | communauté | (seigneurie Gentile) Olmeta, Viola, lo Poggio, le Celle, lo Vignale, la Grillasca. Nonza, la Tega, Olcani, Cocolo, Cocollino. Exploitation du minerai de fer. | 350       |
| Oletta              | pieve      | Oletta, le Bonemanaccie, La Lecia, lo Saliceto le Memolacie, le Bochezampe, le Montagione, le Paganacie, lo Monticello, le Livacie, lo Pogio, la Costa, Grigogna, Cazalico, Breghetta. | 1000      |
| Olmia               | pieve      | Calensani, Mucale. | 1250      |
| Opino               | pieve      | Tallone | 450       |
| Oreza               | pieve      | la Campana, la Ponticagia, lo Fossato, le Bulianache, le Celle, lo Poggiolo, Nocario, Acqua Fredola, lo Zuccarello, l’Erbagio, lo Petricagio, le Verallese, Campo Rotundo, Campo Donico, Siliura, lo Pigiale, lo Pè di Oreza, Pozolo, la Casalta, Piano, lo Pèdelaciore, la Fontana, le Duchelagie, lo Satoio, Patrimonio, Pastorechia, Stazone, le Piazole, le Ghilardagie, le Francolachie, lo Pastino, Osto, le Pichiaragie, Casabuona, Marmurio, lo Pogile, Casinegri, lo Gallico, la Casanova, la Penra buona, la Parata, lo Pogio, lo Pè di Petro, Tramica, le Pogie, Rapagio, Granagiolle, l’Olmo, Carpineto, Posatoio, Brosteco, lo Colle, Carcheto, lo Sorbello, lo Castello, lo Pè di Albertino, le Maistragie. | 5000      |
| Ornano              | pieve      | Otti, Cognocoli, lo Poggio de Orgiacana, li Muntichi, Pila, lo Canalle, Vetulbe, Gobio, Guarguallè, Orbellacuni, Melica, Albitregie, Torgia, la Prugia, lo Roseto, Vignale, Santa Maria, lo Cardo, Sorroni, Scioni, Ciliara, lo Forciolo, Calcinagio, Aziloni, Campo, Ampaza, Pascuara, lo Botio, lo Farsedo. | 2500      |
| Orto                | pieve      | Biguglia (résidence des gouverneurs pisans ou génois jusque v.1380), Foriani, la Corbaia, Soverta, Belgoder, la Vetrice, la Bastia. | 1700      |
| Ostricone           | pieve      | Artacha, Lama, Novella, Cruscani, Pochina, Palasia, Spelonche. |           |
| Paomia              | pieve      | Paomia | 750       |
| Patrimonio          | pieve      | lo Palazzo, la Ficagia, la Picinasca, lo Cardeto, lo Calvello, la Feruciasca, Barbagio, Brigheta, Casatico. | 550       |
| Petralba            | pieve      | lo Pedano, lo Teto, le Casenove, l’Ulmesana, Carozica. |           |
| Pino                | communauté | (seigneurie Da Mare) Medemo, Lalconese, lo Casugio, lo Monticello, le Rapaldaccie, le Chioggie, li Covili. |           |
| Pino                | pieve      | Montemaggiore, li Castiglioni, Profiume, Zilia, Jargia, Cassano, Longhignani. | 1250      |
| Rogliano            | communauté | (seigneurie Da Mare) fief de San Colombano | 800       |
| Rogna               | pieve      | Vivario (li Gati, le Murachiole, Arche), Herbajolo, la Valle di Sera, la Fosigia, la Lamella, Altiani, lo Petragio, lo Pè di la Corte, lo Lunello, Porra, lo Piano Buono, la Petra Serena, Santa Maria de Talsini, Corte, Omessa, Santa Lutia, Tralunca, lo Soarello, Castirla. | 4250      |
| Rosoli              | pieve      | Valdecalle, la Fussaggia, Proneta, Rutali, Olmeta, Rozzoli, lo Torreno, lo Piovano, la Prelesca. | 600       |
| Rostino             | pieve      | Saliceto, Vicinato, lo Borgo, Chiamachie, Gavignani, la Petragrossa, Castineta, Sevasi, la Terchina, la Fogatella, la Brocca, Casa Pitti, Tarlagia, lo Collo, Grate, la Valle, Frasso, Pastorechia, le Balleciasce, Piano, Caniolo, Petralata, lo Vignale, Mileto, Bisinchi, Lesca. | 3250      |
| Sagri               | pieve      | Désertée à cause des corsaires. Les habitants se sont réfugiés dans la montagne et forment le village de Erchiavara | 50 à 60   |
| Salogna             | pieve      | la Piana, Iustalli, le Munilachie, San Marcello, Sa’ Justo, Campo, li Monti Grossi, Raionda. | 1000      |
| Santo Andrea        | pieve      | Muro, Feliceto, Nesa, Iustiniani, Speloncato. | 1350      |
| Santo Pietro        | pieve      | li Vezzi, le Vitalacie, Lumito, lo Panello, Cazabonna, San Gavino, lu Chatarelo, Cazenove, Fornaci, le Monte, le Petragie. | 1200      |
| Santo Quilico       | pieve      | Soriu, la Pieve, Zigliani, Rapalle, la Juncha, la Carasincha, Morato Sottano, Morato Soprano, Loreto, Petra di Loreto. | 2000      |
| Sartene             | pieve      | Sartene, Bisogene, Ortolo, Bellia, Tignoleca, Case Corbolacchie, (Sandamiano), lo Folagio, le Solalle, Oragiani. |           |
| Sevenentro          | pieve      | le Cristinachie, Marignano, Evisa, Taxo, Laragio. |           |
| Sia                 | pieve      | Ota. La vallée est inhabitée à cause des corsaires. | 250       |
| Sorro in Su         | pieve      | considérée comme devant être rattachée à celle de Vico. |           |
| Talabo              | pieve      | Cellago, Corra, Vitera, Lanfrancagii, Jovecassi, Sampolo, lo Tasso, le Chiamanachie, Cigauo, Coza, Palneca, lo Lobio. |           |
| Talla'              | pieve      | Quenza, la Serra, Auguliena, Cherubia, Chargiagu, Loreto, lo Fraxeto, l’Olmigia, lo Poggio, Santa Lunia, Santandeia, Lasano. Altagene, Ortovecchio, Santantonio, Soza. |           |
| Tavagna             | pieve      | Talassani, Pero, le Romanagie, le Case vechie, lo Pogiollo, Pregnani, lo Pogio, la Fisculagia, Taglo, Arenosa, lo Mizane, la Pianella, lo Pogio, la Bracollagia, lo Genestreto, l’Orneto, la Casa nova, la Inellagia, Vilone, Case forte. | 1600      |
| Tuani               | pieve      | li Quercioli, Belgoder, Ochiatana, le Ville, la Costa, le Cavalleragie, Speluncato. |           |
| Tomino              | pieve      | Tomino, le Mamollacie, la Valle, lo Stoppione, la Costa. |           |
| Valle Rustia        | pieve      | Carticasi, Candia, Loriani, Corsuli, Santo Quilico, li Forci, lo Tribio, Coibiti, le Noce, lo Borgo, Aiti, Lano, Errone, Rusia. | 2100      |
| Vallo               | pieve      | Istria, l’Ulmeto, Calvese, Solagaro, Casalabruna. |           |
| Venaco              | pieve      | Serraggio, lo Lugo, Campovegio, la Maistrachia, la Riventosa, lo Poggio. | 1200      |
| Verde               | pieve      | Iatra, la Petra, Canale, lo Monte, Linguizeta, Pasticialle, Viti, Toxi, Campi. | 1500      |
| Vico                | pieve      | Vico, Nexa, la Pieve, Chiliani, Balogna, Apretiano, Ravana, la Cerasa, la Vidullachia, Coia, Arbori, Murzo, Lethia, Reno, Sorno, Lunca, Guallagno, Porto, lo Pochiolo, Sochia. | 3000      |
| Vighjani            | pieve      | Fusani, Ficaniella, Santa Maria, li Poldachi, Vigianello, l’Arbigialli. |           |

Avant la fin du XIIe siècle, le territoire de la piève était subdivisé en cappelle (trad. chapelles), possédant leurs propres églises et correspondant aux unités de base de la géographie dîmière. La cappella, qui est à la fois un édifice de culte et une circonscription religieuse, pourrait se superposer à une vieille structure territoriale, dénommée loci et fines, qui, après la réforme grégorienne, ou plus exactement après la réorganisation du territoire ecclésiastique insulaire, acquièrent un nouveau statut. Elle ne sera qualifiée de paroisse qu'au siècle suivant mais en possède déjà toutes les caractéristiques. Le terme parrochia (trad. paroisse) n'est, en effet, mentionné qu'à partir de 1284. Au XVe siècle il sera alors parfois question de l'ensemble des paroissiens, popolarium parrocchianorum plebis San Rainerii de Pino
Durant la seconde moitié du XIIIe siècle la piève devient autre chose qu'une entité religieuse.

## Pievi auXVIIIesiècle

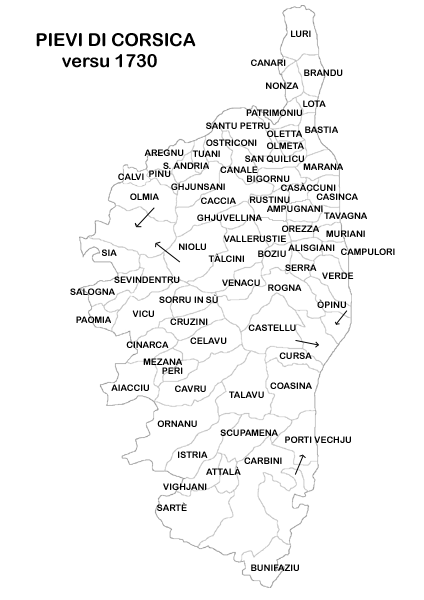
Carte des pievi en 1730

Avec la Révolution, le territoire français va subir une profonde réorganisation administrative. En voici un petit rappel des évènements concernant la Corse :
- Le 30 novembre 1789 à l’Assemblée nationale, le secrétaire de séance Constantin-François de Chassebœuf, comte de Volney, donne lecture de la lettre des Ajacciens du 31 octobre (ils demandent que la Corse soit réunie à la nation française devenue libre) et de celle des Bastiais du 5 novembre (les officiers municipaux demandent l’intégration de la Corse à la monarchie). À la demande de Saliceti, l’Assemblée vote à l’unanimité le décret suivant : « L’île de Corse est déclarée partie intégrante de l’empire français ».
- Le 14 décembre 1789, la loi d’organisation municipale votée par la Constituante dicte que les anciennes communautés ou paroisses prennent le nom de communes. Le premier officier municipal (qu’on appelait en Corse « podestà ») prend le titre de maire.
- Le 22 décembre 1789, l'assemblée Constituante divise la France en 83 départements y compris celui de Corse.
- Du 22 février au 1er mars 1790, les députés des pievi sont convoqués en assemblée à Bastia (les députés d’Aiacciu et la plupart des députés des pievi du « Delà des Monts » seront absents).
- Le 26 février 1790, l’Assemblée nationale par décret, fixe le nom, l’étendue, les limites et les districts des 83 départements. La Corse est partagée en neuf districts (avant on disait juridictions) : Bastia, Oletta, A Porta, Cervioni, Corti, l’Isula Rossa, Aiacciu, Tallà et Vicu. Le district est partagé en cantons (avant on disait pievi), le canton en communes.

Par ailleurs, 
- Le 7 juillet 1790, la Constituante décide que la Corse n’aura qu’un seul évêque comme les autres départements et fixe son siège à Bastia.
- Le 24 septembre 1790 l’assemblée se refuse à fixer définitivement le chef-lieu du département. Bastia est choisi provisoirement avec possibilité pour le Conseil de se réunir ailleurs suivant les besoins.

En plus des données tirées de la parution Corse : Éléments pour un dictionnaire des noms propres - Recherches de A.-D. Monti sur une préface de J. Fusina ADECEC, le tableau ci-dessous est complété par les juridictions existant au début du XVIIIe siècle, avant les événements qui, dès 1729, agitèrent l'île pendant la grande révolte des Corses contre Gênes. Les détails (pievi, villages et leur population) sont extraits d'un manuscrit (en italien), Storia veridica della Corsica, œuvre de l’abbé Francesco Maria Accinelli à qui Gênes avait demandé, à des fins militaires, de dresser une estimation des populations à partir des registres des paroisses.

### Provinces et fiefs
Du même ouvrage, on apprend que l'île était divisée en 10 provinces et 4 fiefs. 6 provinces sont dans le Deçà-des-Monts (Cap Corse, Calvi, Bastia, Balagne, Aléria et Corte) et 4 dans le Delà-des-Monts (Vico, Ajaccio, Sartène et Bonifacio). Trois fiefs sont voisins de la province du Cap Corse : Nonza, Brando et Canari, et un dans le Delà-des-Monts qui est le fief d'Istria, jouxtant la province de Sartène. Calvi, Ajaccio et Bonifacio étaient chacune gouvernées par un commissaire. À Bastia résidait le gouverneur général de l'île ; les autres provinces étaient gouvernées par des lieutenants. Les fiefs étaient encore gouvernés par des lieutenants conjointement avec leur propriétaire.

### Juridictions
La Corse était divisée en 15 juridictions et fiefs couvrant 69 pievi :
- Capo Corso (Cap Corse) - 1 pieve
- Feudo di Canari (Fief de Canari) - 1 pieve
- Feudo di Nonza (Fief de Nonza) - 1 pieve
- Feudo di Brando (Fief de Brando) - 1 pieve
- Provincia di Bastia e Nebbio (Province de Bastia et Nebbio) - 19 pievi
- Giurisditione di Corte (Juridiction de Corte) - 8 pievi
- Giurisditione di Alleria (Juridiction d'Aléria) - 7 pievi
- Algagliola e Balagna (Algajola et Balagne) - 5 pievi
- Calui, e suo Presidio (Calvi et son préside) - 3 pievi
- Giurisditione di Vico (Juridiction de Vico) - 6 pievi
- Giurisditione di Aiaccio (Juridiction d'Ajaccio) - 8 pievi
- Feudo d’Istria (Fief d'Istria) - 1 pieve
- Giurisditione di Sartene (Juridiction de Sartène) - 5 pievi
- Bonifacio (Bonifacio) - 1 pieve
- Porto Vecchio (Porto-Vecchio) - 1 pieve

| Juridiction       | Nom de la pieve            | Communautés | Nom du canton en 1790              |
| ----------------- | -------------------------- | --- | ---------------------------------- |
| Aiacciu           |                            | Aiaccio, e Borgo 3000. Alata 310. Apietto 438 |                                    |
| Aléria            | Alesani                    | Pieve di Allessani : Navale, Lozzi, Perelli, Piazzale 450. Castagneto, et Ortale con 6 ville 627. Porta, e Sorbello 239. Petricagio, Vitoletto, Piobetta 376 | canton de Valle-d’Alesani          |
| Bastia            | Ampugnani                  | Pieve di Ampugnai : Porta, e Poggiale 493. Quercitello, e Stoppianoua 271. Giucatoggio, e Ponte 264. Castel d’acqua 260. Pruno 160. Polveroso 189. Monte d’Olmi, Alzi, e Bonifatio 235. Casabianca, e Querceto 202. Casalta, e Piano 196. Poggio con 3 ville 172. Silvareccio 317. Croce 352. Ascata 173. Ficaia 337                                                                                 | canton de La Porta                 |
| Algajola et Calvi | Aregnu (Sant'Angelo)       | Pieve di Aregno : Occhi 66. Lavataggio 263. Reparata 588. Aregno 439. Cattari 239. Avapessa 162. Corbara 1125. S.Antonino 276. Monticello 476 | canton de L’Ile-Rousse             |
| Nebbio            | Bevinco (Santo Quilico)    | Pieve di S.Quilico : Morato Soprano, e Sottano 311. Rapale 159. Sorio, e Croce 267. Pieve 185 | canton de Murato                   |
| Sartène           | Bonifacio                  | Bonifacio fà anime 2404. Portovechio 198 |                                    |
| Bastia            | Caccia                     | Pieve di Caccia : Piazze, Petrera, Casesoprane, e Casesottane, con Castifalo 461. Moltifalo 374. Asco 532. Canouagie, e Coste 295 | canton de Castifao                 |
| Calvi             | Préside de Calvi           | Presidio di Calvi, e suo Borgo 1062 Lumio 590 |                                    |
| Aléria            | Campoloro                  | Pieve d Campoloro : Ceruione 521. Cottone, Valle, Gigliaci, e Giglio con altre 7. Uille 917 | canton de Cervione                 |
| Nebbio            | Canari                     | Fief de Canari : Canari (12 villages) : 900 | canton de Canari (1794)            |
| Bastia            | Canale (Petralba)          | Pieve di Petralba : Petralba, e Tetto 323. Lama 190. Ortaca 89. | canton de Lama                     |
| Capo Corso        | Capo Bianco (Rogliano)     | Ersa 604. Centuri con 4 ville 501. Rogliani con 5. 1705. Morsiglia 539. Tomino 624. (Pruincia di Capo Corso) | canton de Rogliano                 |
| Sartène           | Carbini                    | Le Vie con 3 ville 897. S. Gauino 123. Zonza 174 | canton de Levie                    |
| Bastia            | Casacconi                  | Pieve di Casaconi : Ortiporio con sette ville 425. Corticcia con 6 ville 250. Campile con 3. 307. Penta Aquatella, e Monte con 5 ville 591. Pruno, e Prunelli 260 | canton de Campile                  |
| Bastia            | Casinca                    | Pieve di Casinca : Oretto 318. Vescouato 410. Venzolasca 460. Castellare 117. Sorbo 250. Occagnano, e Penta 640. Porri 158 | canton de Vescovato                |
| Aiacciu           | Celavo                     | Pieve di Celavo : Occhiani 428. Carbuccia 137. Bogognani 1130. /285/ Tavera 485. Vero 198. Tavaco 78 | canton de Bocognano                |
| Bastia            | Costiera                   | Pieve di Bigorno : Scolca, et Erbaggio 166. Volpagiola 150. Campitello 164. Teggie, e S. Marcello, Poggio, e Ficagiola 186. Rolla, e Lento 388 | canton de Campitello               |
| Aléria            | Coasina                    | Pieve di Covasina : Solaro, Ania, e S. Gavino, e Ventisari in tutto 218. Ornaso 395 |                                    |
| Vico              | Cruzini                    | Pieve di Crozini : Salice 86. Rosatia 64 - Capella di COGGIA : Coggia, Casanoua, e Cesari 409 |                                    |
| Nebbio            | Farinole                   | Pieve di Farinole : Farinole, Spargagio, e Poggio 500 |                                    |
| Aléria            | Fiumorbu (Cursa)           | Pieve di Corsa : Prunelli 266. Isolaccia 533 | canton de Prunelli                 |
| Corte             | Giovellina                 | Pieve di Giouellina : Popolasca 115. Castiglione 190. Prato, e Pièdigrigio 248. |                                    |
| Bastia            | Lota et Pietrabugno        | Pieve di Lotta, e Petrabugno con le ville di Guaitella, Casevechie, Estima et Alzate 400. Cardo 177. S.Martino di Lotta 413. S. Maria 320 |                                    |
| Bastia            | Marana                     | Pieve di Mariana : Borgo 174. Lucciana 193. Vignale 178 | canton de Borgo                    |
| Corte             | Mercurio (Bozio)           | Pieve di Bozio : Faualello 72. Sermano 149. Castirla 179. Allando 159. Rebbia 189. Casanova, e Castello 164. Alzi 82. Pie di Corte 168. Bustanico 199. Arbitro 89 | canton de Sermano                  |
| Aiacciu           | Mezzana                    | Pieve della Mezzana : Carcopino 154. Sarola 261. Opapo, e Pogiale 124. Suari, Casanova, e Lundella 115 |                                    |
| Calvi             | Monte Grosso               | Pieve di Pino : Moccale 249. Calenzana 1615. Monte maggiore 552 | canton de Calenzana                |
| Bastia            | Muriani                    | Pieve di Moriani : Venzolasca, Bonaldi, Coccola, e Piazze 466. Valle, Pente, Pinzo, e Forci 369. Serra con 6 ville 584. Poggio 280. Fieno, con 5 Ville 480 | canton de San-Nicolao              |
| Corte             | Niolo                      | Pieve di Niolo : Albertaccie 572. Casamaccioli 360. Lozzi con 15 ville 568. Calacuccia 619. Corcia 549 | canton de Calacuccia               |
| Nebbio            | Oletta                     | Pieve di Oletta : Poggio di Oletta 290. Olletta 587 | canton d'Oletta                    |
| Calvi             | Olmia                      | Pieve di Olmi : Longhiniani 187. Ziglia 684. Cassani 368 |                                    |
| Aléria            | Opino                      | Pieve di Opino : Tallone 142 |                                    |
| Aiacciu           | Orcino (Ginerca)           | Pieve di Ginarca : Ambiegna 98. Arro 87. Calcatogio 323. S. Andrea, e Cannelle 194. Sarri 384. Casaglione 119. Lopigna 116 | canton de Sari-d’Orcino            |
| Bastia            | Orezza                     | Pieve di Orezza : Tramica con 4 ville 299. Piazzale con 2. 275. Piè della Croce 374. Rapagio, e Grana : 156. Erbagio 163. Parata 115. Querrino 110. Pastorecchia 98. Fontana 57. Bustico, e Colle125. Carpineto con 3 ville 319. Piè d’Opartino 168. Uerdese, e Fossato 222. Nocaria 84. Campodenico 85. Stazzona 165. Piè d’Orezza 213. Carcheto, Castello, e Sorbello 441. Campana, e Casanova 163 | canton de Piedicroce               |
| Aiacciu           | Ornano                     | Pieue di Ornano : S.M.a d’ORNANO, e Sichè 287. Urbalacone 178. Grossetto, e Prugna 388. Zigliara 210. Arzilone, et Ampasa 154. Quasquara 224. Arbitreccio 315. Pila, e Canale 360. Cardo, e Torgia 117 Capella delle PERI : Peri 430. Salasca, Cottoli, e Corticato 503 | canton de Santa-Maria-Sicché       |
| Bastia            | Orto                       | Pieve di Orto : Furiani 346. Biguglia 159. La Bastia 6232 |                                    |
| Algajola et Calvi | Ostricone                  | Pieve di Ostricone : Novella 227. Ortaca, e Palasca 523 |                                    |
| Algajola et Calvi | Paraso                     | Pieve di Tuuani : Belgodere 595. Occhiatana 334. Costa 103. Speloncato 594. Ville 402 | canton de Belgodere                |
| Bastia            | Patrimonio                 | Pieve di Patrimonio : Patrimonio con 3 ville 331. Bargagio 215 |                                    |
| Algajola et Calvi | Patro (Giussani)           | Pieve di Giussani : /282/ Poggiolo, e Porcili 303. Mausoleo 96. Vallica 68. Olmi, e Capella 344 | canton d'Olmi Capella              |
| Algajola et Calvi | Regino                     | Algagliola 412 | canton d'Algajola                  |
| Corte             | Rogna (Tavignano)          | Pieve di Rogna : Vivario, Moraciola, Peri, e Gatti 553. Noceta 242. Rospiliani 72. Antisanti 109. Giuncaggio 99. /275/ Pancaraccia 121. Pietra Serena 141. Piedi Corte di Grigio 380. Altiani 295. Fogiccia 104. Erbagiolo, e Casanova 264 | canton de Piedicorte-di-Gaggio (?) |
| Bastia            | Rostino                    | Pieue di Rostino : Pastorecchia con 6 ville 326. Savinaccie con 5. 360. Castineta con 2. 250. Valle, Grati, Casa pitti, Ferlaggia, e Rischiamore 315. Saliceto, e Vicinato 172. Bisinchi con 4 ville 334. Sevasi, Brocca, e Casanova 1757. Morosaglia 399 | canton de Morosaglia               |
| Nebbio            | Sagro (Brando)             | Feudo (fief) di BRANDO : Erbalunga, Pozze, Mausoleo, Poretto, e Castello con 5 ville 726. Sisco con Cinque ville, et altri 6 villaggi 908. Pietra Corbara 718 | canton de Brando                   |
| Aiacciu           | Sampiero                   | Pieve di Cauro : Cauro 309. Souarella, et Eccica 331. Occana 265. Tolla 287. Bastellica 1103 | canton de Bastelica                |
| Bastia            | San Fiorenzo (préside)     | S.Fiorenzo : 128 |                                    |
| Algajola et Calvi | Santo Andrea               | Pieve di S.Andrea : Muro 423. Feliceto 228. Nessa 157 |                                    |
| Nebbio            | Santa Giulia (Nonza (fief) | Feudo (fief) di NONZA : Nonza 378. Olmetta con 5 ville 384. Olcani con 3. 225. Ogliastro 169 | canton de Nonza                    |
| Sartène           | Sartène                    | Sartene luogo principale Anime 879. |                                    |
| Sartène           | Scopamène                  | Scopamene, con 472. Sorbodà, Serra 525. Aule 520. Quenza 815. Zirubbia 252 | canton de Serra-di-Scopamène       |
| Capo Corso        | Seneca (Luri)              | Meria 405. Cagnano 535. Luri 996. Barettali 533. Pino 489 (Pruincia di Capo Corso) | canton de Luri                     |
| Aléria            | Serra                      | Pieve di Serra : Moitta 338. Mattra 115. Zallana 297. Zuuani 244. Ampriani 73. Pianello 446 | canton de Moïta                    |
| Vico              | Sevidentro                 | Pieve di Sevinentro : Evisa 208. Marignana 117. Ghidazzo 32 | canton d'Evisa                     |
| Vico              | Sia (Sevinfuori)           | Pieve di Siasalogna distrutta : Otta 76. Piane 187. Paomia de Greci 626 |                                    |
| Corte             | Sorba (Castello)           | Pieve di Castello : Ghissoni 1109. Vezzani 359. Petroso, e Poggiolo 210. Lugo di Nassa 202. Poggio di Nassa 188 | canton de Vezzani                  |
| Vico              | Sorro in Gio (Vico)        | Pieve di Vico : Vico 306. Alberi 114. Poggio d’Alberi 56. Pieue 57. Nessa 103. Chigliani 53. Albrecciani 84. Balogna 134. Cerasa, Chimiglia, e Renno 70. Murzo, Porta, Carcheto di Letia 86. Piana, e Carogna 128 | canton de Vico                     |
| Vico              | Sorro in Su                | Pieve di Sorunzù : Socia 118. Orto 114. Guagno 123. Poggiolo 62 |                                    |
| Aiacciu           | Talavo                     | Pieve di Talavo : Zevaco 275. Corrà 216. Ziccavo 2275. Ciamanaccie 599. Guitera 147. Palneca 233. S.Paulo, e Giuuicaccio 160. Tasso 216. Cozzà 275 - | canton de Zicavo                   |
| Corte             | Talcini (Golo)             | Pieve di Tralcini : Corte 1504. Castirla 156. Soveria 188. Tralonca 194. Ommessa 319. S.Lucia 329 | canton d'Omessa                    |
| Sartène           | Tallano                    | Pieve di Attalà : S.Andrea, et Altagene 153. Lozza, ò Cozzà 106. S.Lucia 184. Olmiccia 191. Cargiacca, e Loreto 153. Mela 53. Poggio 130. | canton de Sainte-Lucie de Tallano  |
| Aiacciu           | Istria                     | Feudo (fief) d’ISTRIA : Olmetto 1049. Sollacarò, e Caluese 445. Casalabriua 208. Petreto, e Bechisano 557. Mocà, Crocci 457. Argiustra, e Muricci 169. Olliuese 264. | canton de Petreto                  |
| Bastia            | Tavagna                    | Pieve di Tavagna : Taglio, e Isolaccia 240. Pero, e Casevecchie 425. Tallesani 254. Poggio, Renoso, Mezzana, Orneto, Carberaccie, Vellone, e Villenove 280 | canton de Pero-Casevecchie         |
| Corte             | Tavignano                  | | canton de Piedicorte-di-Gaggio     |
| Nebbio            | Tenda (Santo Pietro)       | Pieve de S.Pietro : S.Gavino 163. S.Pietro 504 | canton de Santo Pietro di Tenda    |
| Nebbio            | Tuda (Olmeta)              | Pieve di Olmetta : Olmetta di Nebbio con 3 ville 264. Valle Calle 205. Ruttali 237 | canton d'Oletta                    |
| Corte             | Vallerustie                | Pieve di Vallerustie : Carticasi 111. Cambia 105. Borgo, e Sermano 64. Forci, e Pente 92. Corsoli 73. Russio, ed Errone 332. Aiti, e Lano 208. Tribio, e Cobiti con 2 ville 267. Loriani e S.Quilico 180 | canton de Saint-Laurent            |
| Sartène           | Viggiano                   | Arbillara e Vigianello Anime 217. Fozzano 299. Santa Maria e Fichianello 122. | canton d'Olmeto                    |
| Corte             | Vecchio (Venaco)           | Pieve di Venaco : Serragio Anime 472. Riventosa 102. Marestraccie, e S.Pietro 179. Casanova 116. Lugo 179. Campovecchio 33. Poggio 272 | canton de Serraggio                |
| Aléria            | Verde                      | Pieve di Verde : Pietra, e Monticci 450. Ciattra 248. Canale 223. Linguizetta, e Monte 267. Toksi 121. Campi 120 | canton de Pietra di Verde          |

### Diocèses
L'île était divisée en 5 diocèses consacrés à Rome :
- relevant de l'archevêque de Gênes : 
  - Accia et Mariana
  - Nebbio
- relevant de l'archevêque de Pise : 
  - Aléria
  - Ajaccio
  - Sagone

### Pieves sous l'administration française

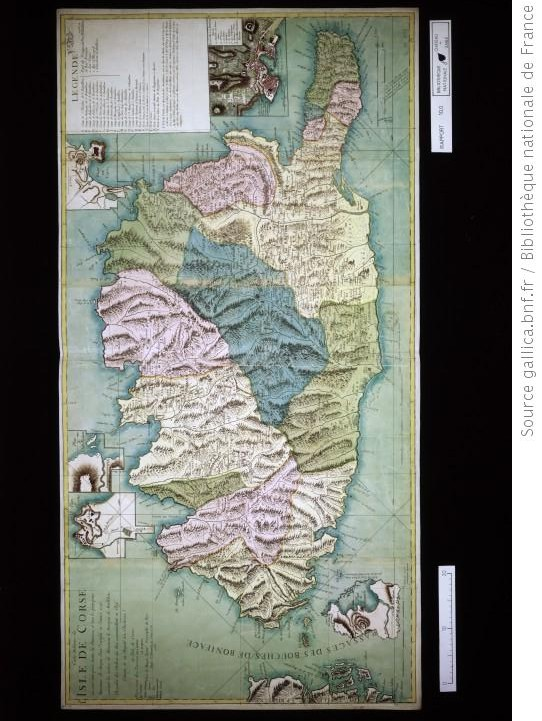
Carte des pieves françaises (1768)

Par le traité de Versailles du 15 mai 1768, Gênes cède la Corse à la France. Louis XV envoie son armée prendre possession de l'île. L'île est administrée par les militaires qui redécoupent les pièves.
Par décret du 26 février 1790, la Corse qui était divisée en onze juridictions royales (Aiacciu, Aleria, Bastia, Bonifaziu, Calvi et Balagna, Capicorsu, Corti, A Porta d’Ampugnani, Nebbiu, Sartè et Vicu), est partagée en neuf districts (ex-juridictions) : Bastia, Oletta, A Porta, Cervioni, Corti, l’Isula Rossa, Aiacciu, Tallà et Vicu. Le district est partagé en cantons (ex-pievi), le canton en communes. Le canton prend le nom de la pieve et le porte jusqu'en 1830, date à laquelle il porte le nom du chef-lieu.